# Carolyn Bertozzi
Carolyn Ruth Bertozzi (Boston, 10 oktober 1966) is een Amerikaans scheikundige en hoogleraar Chemical & Systems Biology aan de Stanford-universiteit.

## Biografie
Bertozzi ontving haar bachelorgraad in de scheikunde aan de Harvard-universiteit waar ze samen met hoogleraar Joe Grabowski werkte aan het ontwerp en de constructie van een fotoakoestisch calorimeter. Aansluitend behaalde ze haar mastergraad aan de Universiteit van Californië (UC) te Berkeley. Aan dezelfde promoveerde ze in 1993 onder Mark Bednarski. Hierna was ze postdoc aan de Universiteit van Californië in San Francisco. In 1996 keerde ze echter terug naar Berkeley, alwaar ze in 2002 werd benoemd tot hoogleraar scheikunde en moleculaire celbiologie. In 2015 stapte ze over van Berkeley naar Stanford waar ze de leerstoel  Chemistry & Systems Biology bekleedt.
Haar wetenschappelijk werk op het gebied van chemische biologie en glycowetenschap vormt de basis van meer dan vijftig patenten. Daarnaast is ze medeoprichter van verscheidene biotech-bedrijven, waarbij resultaten van haar onderzoek hun weg vinden in diverse medische toepassingen. Voor chemische reacties die kunnen plaatsvinden in levende cellen met behoud van hun integriteit bedacht ze het begrip "bio-orthogonale chemie".
Voor haar werk ontving Bertozzi verschillende prestigieuze onderscheidingen, waaronder de Wolfprijs (2012), de Nagoya-medaille, de Solvayprijs (2020) en in 2022 zowel de Dr. A.H. Heinekenprijs voor Biochemie en Biofysica als de Nobelprijs voor Scheikunde
1901: Van 't Hoff ·
1902: E. Fischer ·
1903: Arrhenius ·
1904: Ramsay ·
1905: Baeyer ·
1906: Moissan ·
1907: Buchner ·
1908: Rutherford ·
1909: Ostwald ·
1910: Wallach ·
1911: Curie ·
1912: Grignard, Sabatier ·
1913: Werner ·
1914: Richards ·
1915: Willstätter ·
1918: Haber ·
1920: Nernst ·
1921: Soddy ·
1922: Aston ·
1923: Pregl ·
1925: Zsigmondy ·
1926: Svedberg ·
1927: Wieland ·
1928: Windaus ·
1929: Harden, Euler-Chelpin ·
1930: H. Fischer · 
1931: Bosch, Bergius ·
1932: Langmuir ·
1934: Urey ·
1935: F. Joliot-Curie, I. Joliot-Curie ·
1936: Debye ·
1937: Haworth, Karrer ·
1938: Kuhn ·
1939: Butenandt, Ružička ·
1943: Hevesy · 
1944: Hahn ·
1945: Virtanen ·
1946: Sumner, Northrop, Stanley ·
1947: Robinson · 
1948: Tiselius · 
1949: Giauque ·
1950: Diels, Alder ·
1951: McMillan, Seaborg ·
1952: Martin, Synge ·
1953: Staudinger ·
1954: Pauling ·
1955: Vigneaud ·
1956: Hinshelwood, Semjonov ·
1957: Todd ·
1958: Sanger ·
1959: Heyrovský ·
1960: Libby ·
1961: Calvin ·
1962: Perutz, Kendrew ·
1963: Ziegler, Natta ·
1964: Hodgkin ·
1965: Woodward ·
1966: Mulliken ·
1967: Eigen, Norrish, Porter ·
1968: Onsager ·
1969: Barton, Hassel ·
1970: Leloir ·
1971: Herzberg ·
1972: Anfinsen, Moore, Stein · 
1973: E.O. Fischer, Wilkinson · 
1974: Flory ·
1975: Cornforth, Prelog ·
1976: Lipscomb ·
1977: Prigogine · 
1978: Mitchell ·
1979: Brown, Wittig ·
1980: Berg, Gilbert, Sanger ·
1981: Fukui, Hoffmann ·
1982: Klug ·
1983: Taube ·
1984: Merrifield ·
1985: Hauptman, Karle ·
1986: Herschbach, Lee, Polanyi ·
1987: Cram, Lehn, Pedersen ·
1988: Deisenhofer, Huber, Michel ·
1989: Altman, Cech ·
1990: Corey ·
1991: Ernst ·
1992: Marcus ·
1993: Mullis, Smith ·
1994: Olah ·
1995: Crutzen, Molina, Rowland ·
1996: Curl, Kroto, Smalley ·
1997: Boyer, Walker, Skou ·
1998: Kohn, Pople ·
1999: Zewail ·
2000: Heeger, MacDiarmid, Shirakawa ·
2001: Knowles, Noyori, Sharpless ·
2002: Fenn, Tanaka, Wüthrich ·
2003: Agre, MacKinnon ·
2004: Ciechanover, Hershko, Rose ·
2005: Grubbs, Schrock, Chauvin ·
2006: Kornberg ·
2007: Ertl ·
2008: Shimomura, Chalfie, Tsien ·
2009: Steitz, Yonath, Ramakrishnan ·
2010: Heck, Negishi, Suzuki ·
2011: Shechtman ·
2012: Kobilka, Lefkowitz ·
2013: Karplus, Levitt, Warshel ·
2014: Betzig, Hell, Moerner ·
2015: Lindahl, Modrich, Sancar ·
2016: Sauvage, Stoddart, Feringa ·
2017: Dubochet, Frank, Henderson · 
2018: Arnold, Winter, Smith ·   
2019: Goodenough, Whittingham, Yoshino ·
2020: Charpentier, Doudna ·
2021: List, MacMillan ·
2022: Bertozzi, Meldal, Sharpless ·
2023: Bawendi, Brus, Jekimov ·
2024: Baker, Hassabis, Jumper